# Principle Power
Principle Power, Inc. (abrégé en PPI ou simplement Principle Power) est une entreprise américaine qui développe un type de plateforme flottante pour les éoliennes en mer. Le flotteur développé par PPI est de type semi-submersible à trois colonnes en acier avec turbine excentrée.

## Histoire

### Prototype

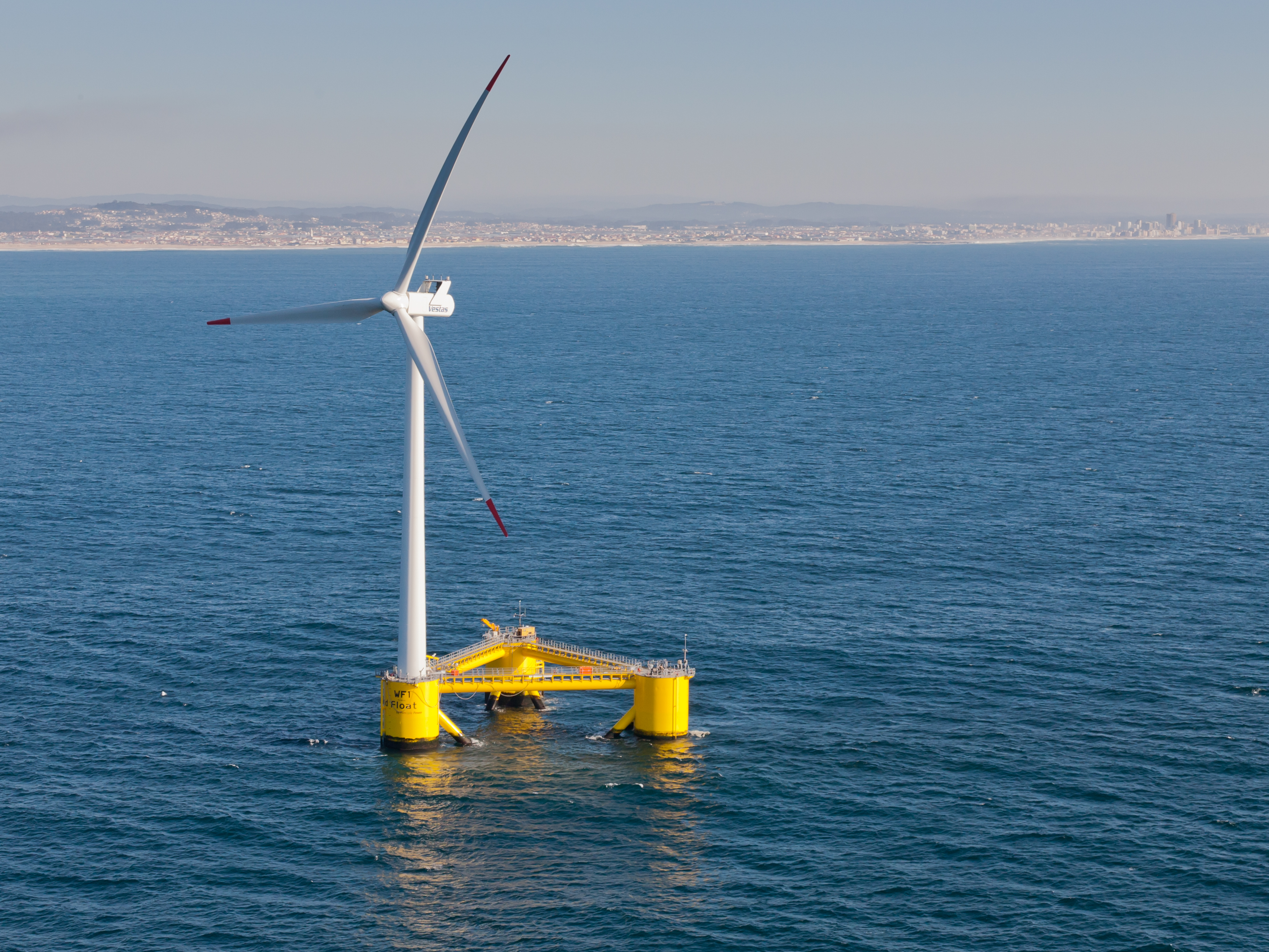
Le projet WindFloat 1, deuxième prototype d'éolienne flottante à échelle réelle d'une puissance de 2 MW et installé au large de Aguçadoura au Portugal.

Principle Power est la deuxième société à installer un prototype à échelle réelle après la société Equinor (ex-Statoil) et son projet Hywind. La plateforme WindFloat 1 montée d'une turbine Vestas V80-2MW a été installée au large de Aguçadoura en 2011 par la société Bourbon. Le prototype a été démantelé en juillet 2016 dans le port de Sines, au Portugal. Le cycle de vie complet (fabrication, installation, fonctionnement et déclassement) de la plateforme a ainsi été prouvé techniquement viable.

### Projets
Principle Power développe la technologie WindFloat pour différents projets:
- Au Portugal, le projet WindFloat Atlantic avec trois unités montées de turbines Vestas V164-8.3MW et installées au large de Viana do Castelo[3].
- En France, le projet Éolienne Flottantes du Golfe du Lion avec trois unités montées de turbines Vestas V164-10MW et installées au large de Leucate – Le Barcarès.
- En Écosse, le projet Kincardine d'une capacité nominale de 50MW et situé au large d'Aberdeen. La ferme éolienne est constituée du prototype WindFloat 1 (monté d'une Vestas V80-2MW) et de cinq autres unités nouvelle génération montées de turbines Vestas V164-9.5MW[4].
- Au pays de Galles, le projet Erebus d'une capacité nominale de 96MW et situé au large de Pembroke avec une mise en service prévue pour 2027.

## Implantation
Le siège social de la société est situé à Emeryville, près de San Francisco, aux États-Unis. Principle Power possède deux autres bureaux européens situés à Aix-en-Provence (Principle Power France) et à Lisbonne (Principle Power Portugal).